# Музей дітей війни
Музей воєнного дитинства — музей у Сараєво, в якому представлена колекція особистих речей, історій, аудіо та відеосвідчень, фотографій, листів, малюнків та інших документів, що розповідають про дітей-учасників Боснійської війни.

## Історія створення
Музей відкрився в січні 2017 року. Він розташований у старому місті. Основою сьогоднішньої колекції Музею є матеріал, зібраний з 2010 року для написання книги «Дитинство у війні: Сараєво 1992—1995». Автор книги, опублікованої в 2013 році, Ясмінко Галілович, зібрав історії та свідчення кількох сотень учасників війни для розуміння труднощів дорослішання у війні. Головна ідея створення музею — осмислення трагедії дітей, які проходять воєнні випробування, бачать зруйновані будинки, вбитих людей, переживають біль втрат. Діти втрачають дитинство, стають дорослими не по роках.
Боснійський тенісист Дамір Джумхур, народжений під час війни, був призначений послом музею в 2016 році.
Автор вивіски Музею воєнного дитинства — боснійський графічний дизайнер Анур Хаджомершпахіч.

## Місія та бачення
- Місія Музею воєнного дитинства полягає у документуванні та оцифруванні матеріалів, пов'язаних з проблемами дітей на війні, а потім їх презентації через різні засоби масової інформації.
- Мета Музею воєнного дитинства — допомогти подолати травми та запобігти травматизації інших.[2]

## Галерея

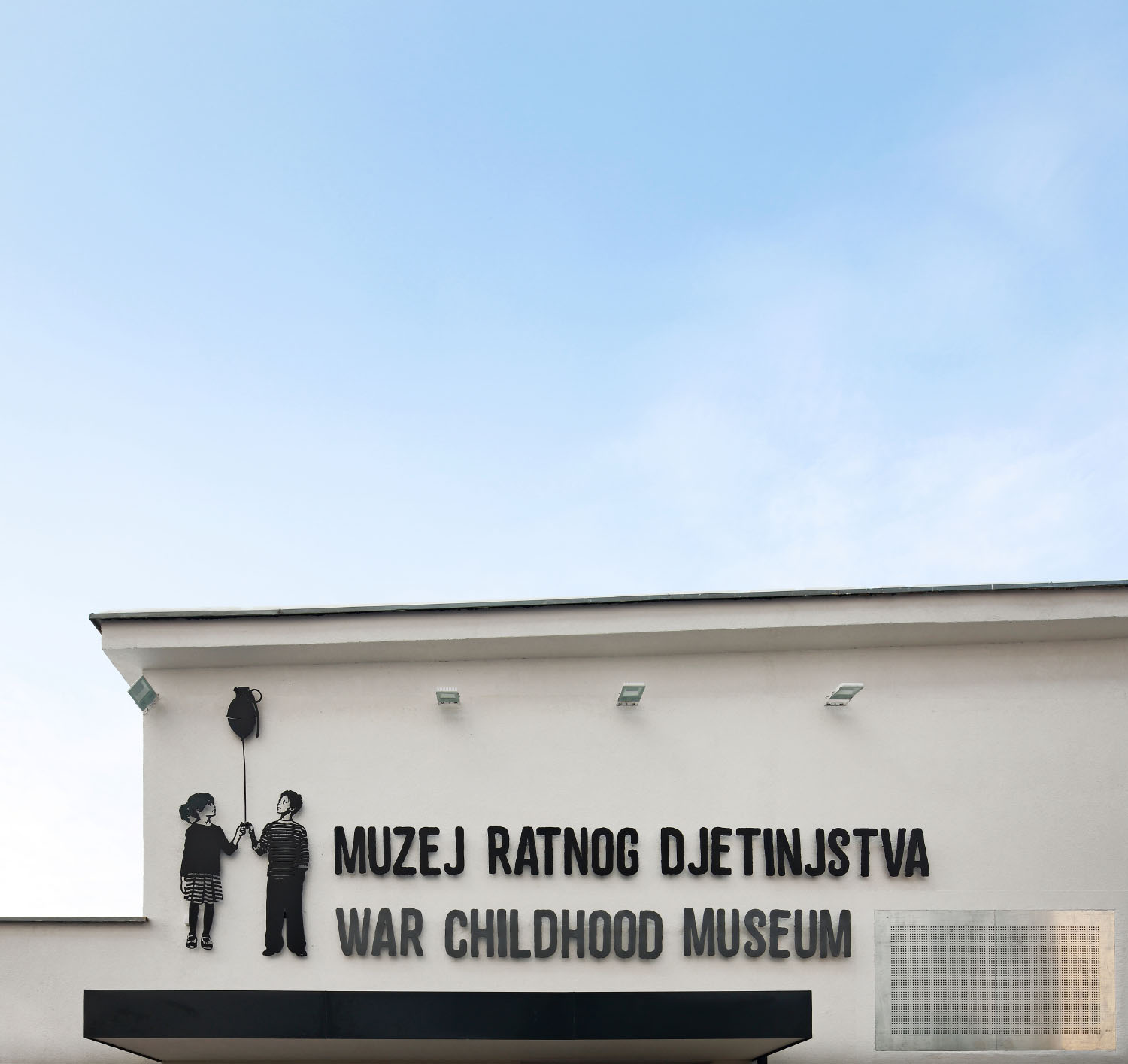
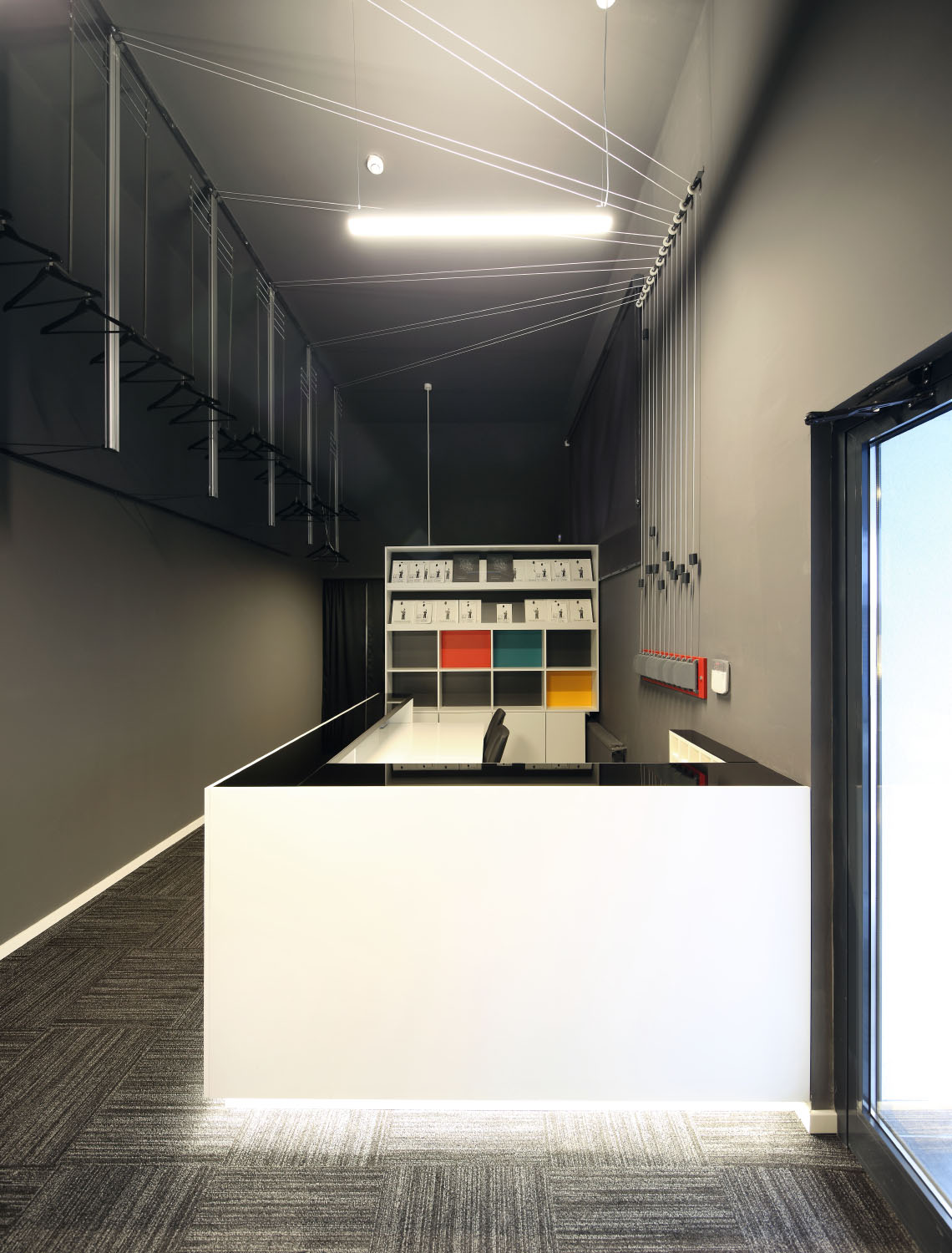
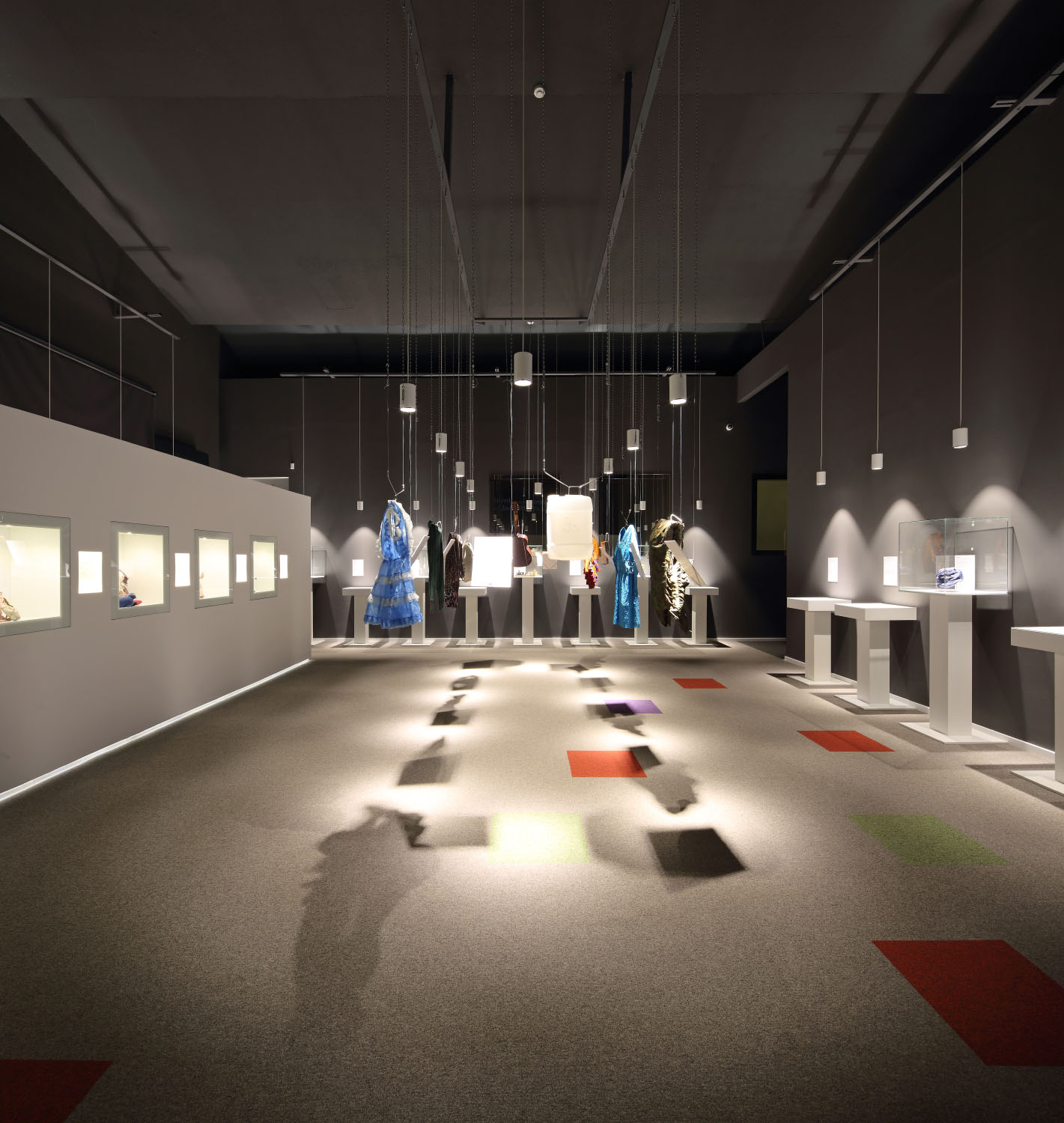

## Нагороди
- 2018 — Музейна премія Ради Європи[4]